# Pax (Wirginia Zachodnia)
Pax – miasto w Stanach Zjednoczonych, w stanie Wirginia Zachodnia, w hrabstwie Fayette.